# Socrate, Agata e il futuro. L'arte di invecchiare con filosofia
Socrate, Agata e il futuro. L'arte di invecchiare con filosofia è un saggio di Beppe Severgnini, pubblicato nel 2025 dalla casa editrice italiana Rizzoli. Il libro è divenuto un best seller.

## Contenuto
Severgnini riporta un'analisi sulle varie fasi della vita di un individuo, soffermandosi sull'invecchiamento. In questa analisi, l'autore coinvolge anche la propria nipote Agata.

## Edizioni
- Socrate, Agata e il futuro. L'arte di invecchiare con filosofia, Collana Saggi italiani, Milano, Rizzoli, 2025, ISBN 978-88-171-7399-5, OCLC 1511144895.